# Naval History and Heritage Command

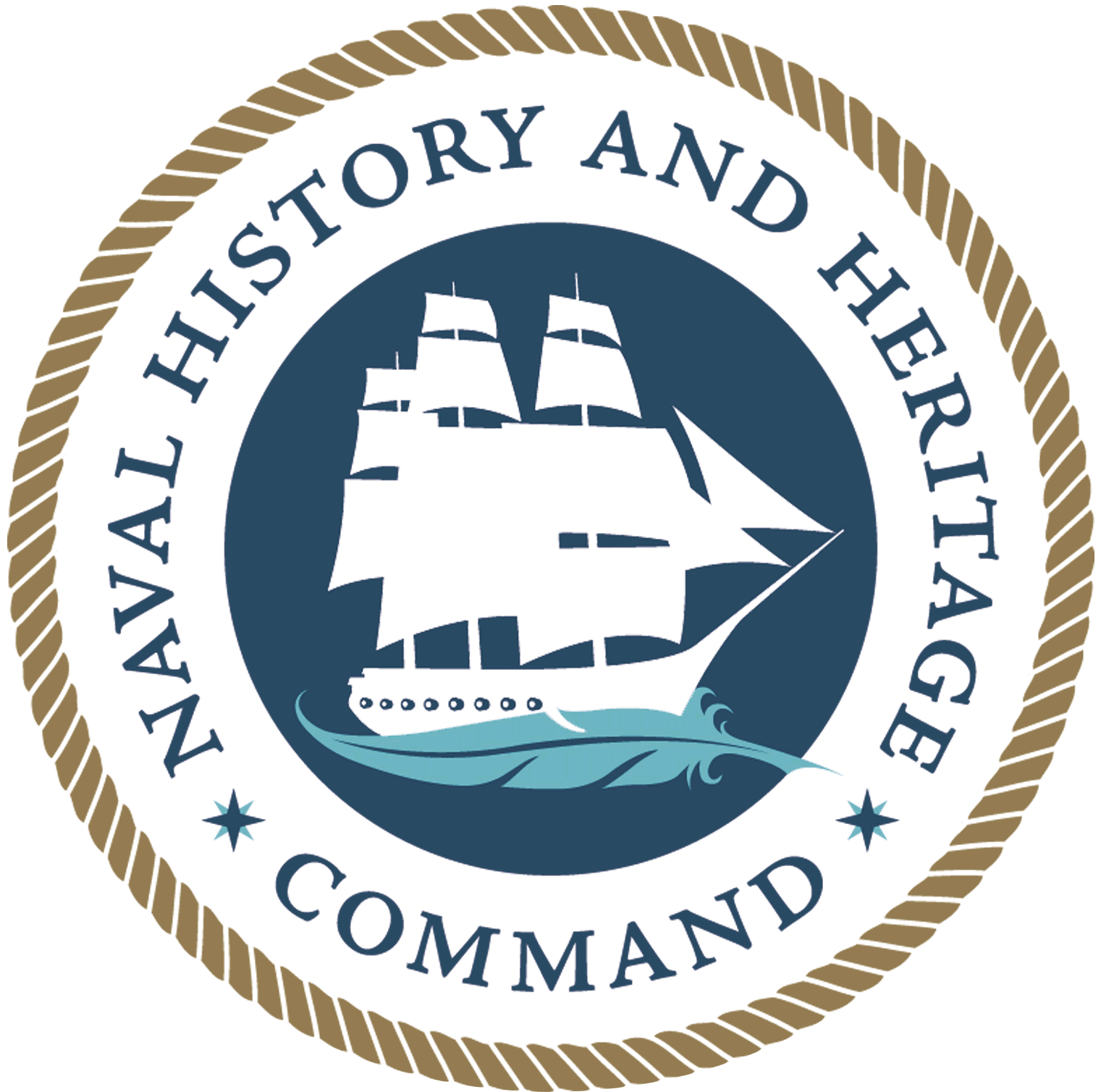
Sigill från 2008

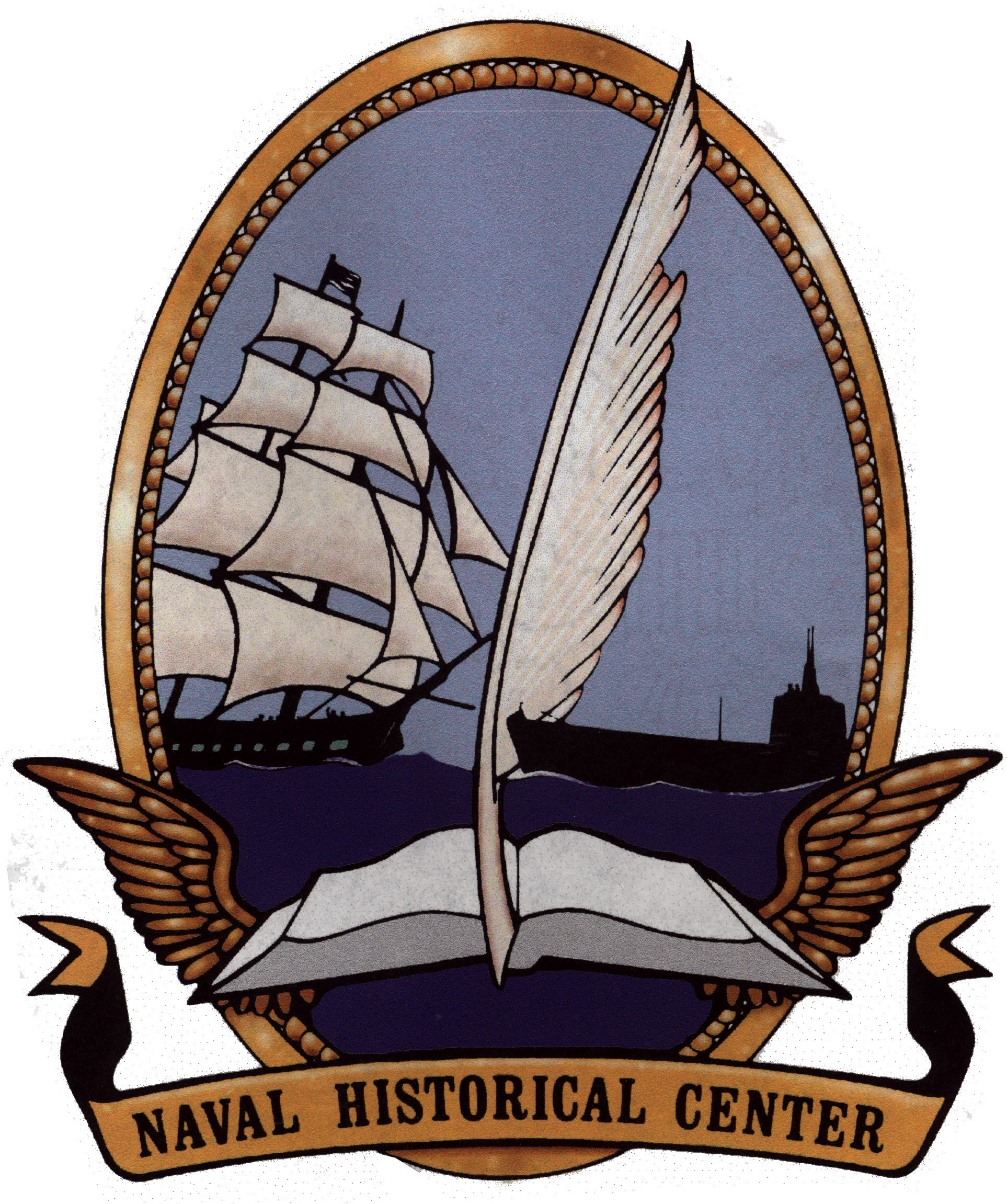
Tidigare logotyp.

Naval History and Heritage Command (förkortning: NHHC) är ett kommando i USA:s flotta som har till uppgift att dokumentera, analysera och tillgängliggöra det amerikanska sjömilitära arvet. NHHC har sitt säte vid Washington Navy Yard i Washington, D.C. och driver 10 olika museum runtom i USA.
Segelfartyget USS Constitution med hemmahamn i Boston, Massachusetts som formellt är det äldsta kvarstående fartyget i aktiv tjänst drivs genom ett detachement från NHHC. 

## Bakgrund
Naval History and Heritage Command har en historia som sträcker sig tillbaka till 1794, men det var först under andra världskriget som dess arbete blev mer systematiskt.

### Tidigare namn
- Office of Naval History (1944–1949)
- Naval Records and History Division (1949–1952)
- Naval History Division (1952–1971)
- Naval Historical Center (1971–2008)
- Naval History & Heritage Command (2008-nuvarande)

## Museum som drivs genom NHHC

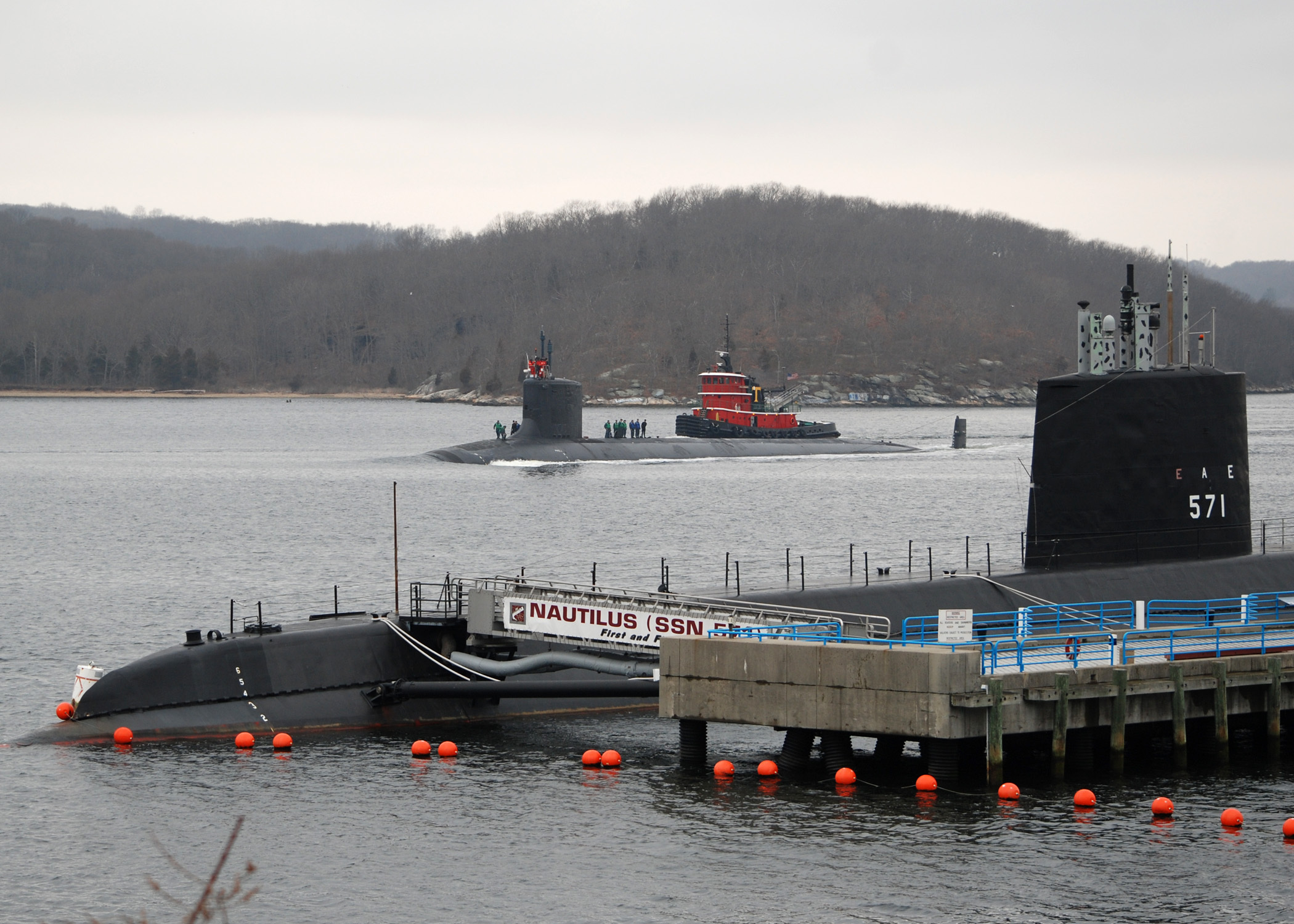
lämnar Naval Submarine Base New London och passerar museifartyget, världens första atomubåt.

- National Museum of the United States Navy – Washington, D.C.[3]
- National Museum of the American Sailor – North Chicago, Illinois[3]
- Hampton Roads Naval Museum – Norfolk, Virginia[3]
- National Naval Aviation Museum – Pensacola, Florida[3]
- Naval Undersea Museum – Keyport, Washington[3]
- Puget Sound Navy Museum – Bremerton, Washington[3]
- Naval War College Museum – Newport, Rhode Island[3]
- U.S. Navy Seabee Museum – Port Hueneme, Kalifornien[3]
- Submarine Force Library and Museum – Groton, Connecticut[3]
- U.S. Naval Academy Museum – Annapolis, Maryland[3]